# Impatience
Pour l’article homonyme, voir L'Impatience.
Pour l’article homonyme, voir Impatiens.
Impatience est une émission radiophonique à caractère scientifique diffusée par Radio suisse romande. Animée en 2010 par Nancy Ypsilantis, c'est une « émission quotidienne d'une heure, dédiée à la science mais également à l’environnement, à la nature ».